# Erik Wellander
Erik Ludvig Wellander, född 16 juni 1884 i Nyköping, död 29 oktober 1977 i Stockholm, var en svensk språkvetare.

## Biografi
Wellander blev filosofie licentiat 1910, filosofie doktor och docent i tyska vid Uppsala universitet 1911 på avhandlingen Studien zum Bedeutungswandel im Deutschen. Han blev adjunkt vid Högre allmänna läroverket i Uppsala 1918, lektor i modersmålet och tyska där 1919, i Västerås 1925 samt vid Högre allmänna läroverket för gossar å Norrmalm i Stockholm 1926. År 1928 blev Wellander docent vid Stockholms högskola och var 1931–1951 professor i tyska språket vid nämnda högskola.
Han var ledamot av 1924 års skolsakkunniga, 1927 års skolsakkunniga och 1940 års skolutredning samt representant i nämnden för svensk språkvård 1944–1974. Wellander promoverades till hedersdoktor i Heidelberg när detta universitet firade sitt 550-årsjubileum 1936. Han blev ledamot av Vitterhetsakademien 1940, av Vetenskapsakademien 1951 samt utländsk ledamot av Finska Vetenskaps-Societeten 1955.
Bland Wellanders skrifter märks Riktig svenska (1939, fjärde omarbetade upplagan 1973) och Kommittésvenska (1950). Hans språkvårdsfilosofi var Skriv klart, Skriv enkelt, Skriv kort, Skriv svenska!, vilket var fyra av kapitelrubrikerna i boken Riktig svenska.
Wellander var son till borgmästare Carl Wellander. Han är begraven på Simonstorps kyrkogård.

## Språkvårdspris
Erik Wellanders språkvårdspris delas ut årligen av Stiftelsen Erik Wellanders fond.

## Priser och utmärkelser
- 1973 – Svenska Akademiens stora pris